# Haren FM
Haren FM was de lokale omroep voor de gemeente Haren, in de Nederlandse provincie Groningen. De omroep maakte radio en was in de gemeente te ontvangen via de ether op 107.0 FM en via de kabel op 105,5 MHz. Op 29 december 2018 maakte de omroep de laatste uitzending. Haren FM moest stoppen omdat de gemeente Haren werd opgeheven. De Mediawet 2008 staat één lokale publieke media-instelling toe per gemeente, voor de nieuwe gemeente Groningen werd dat OOG Radio.

## Oprichting
De omroep startte op 31 januari 2009 met haar uitzendingen, toen 's middags om twaalf uur burgemeester Mark Boumans met een druk op de knop de uitzending opende. Haren FM is opgericht door een drietal inwoners van de gemeente die het raar vonden dat Haren geen eigen lokale omroep had, terwijl vele andere gemeenten in Nederland dit wel hadden. Er werd gestart met een programmering op vrijdag, zaterdag en zondag.

## Programmering
Haren FM zond 24 uur per dag, 7 dagen per week uit, met een gepresenteerde programmering op donderdagavond, vrijdagavond, zaterdag en zondag. Er werden programma's voor verschillende doelgroepen geboden. Zo was er op zondagmiddag het streektaalprogramma Toezeboudel. Op zaterdagochtend zond de omroep het Weekend Radio Magazine uit. In dit programma werd met gasten ingegaan op de achtergronden bij het nieuws. Op zaterdagmiddag was er het multimediale middagprogramma Haren Doet, waar naast sport en evenementen ook aan bod kwam wat luisteraars en volgers in Haren bezighoudt. Ook zond Haren FM iedere maand de raadsvergadering van de gemeenteraad uit en was men regelmatig op locatie aanwezig bij evenementen in de gemeente. Buiten de gepresenteerde programmering werd non-stop muziek uitgezonden.

## Opheffing
Na bijna tien jaar radio te hebben gemaakt voor Haren en omgeving kwam er door de gemeentelijke herindeling op 29 december 2018 een einde aan de uitzendingen van Haren FM. Met een feestelijke laatste uitzenddag werd volop teruggeblikt op de voorbije jaren lokale radio en kwamen er bekende en minder bekende Harense gasten in de studio langs en waren er live optredens. Verslaggevers liepen door het dorp om voorbijgangers te vragen wat hun herinneringen aan de op te heffen gemeente Haren waren. Met een inzamelactie voor Stichting Leergeld in het dorp op straat en bij winkeliers op de toonbanken werd 600 euro opgehaald. Om 18:00 uur ging de zender op zwart en was er ruis te horen.
Een deel van de radioprogrammering werd voortgezet bij OOG Radio dat vanaf 1 januari 2019 voor de nieuwe gemeente Groningen de streekomroep werd. Enkele radiopresentatoren- en programma's, zoals Haren Doet, Toezeboudel en Muziek op Zondag verhuisden mee naar OOG, dat haar radioprogrammering op 1 februari 2019 aanpaste om zich ook te richten op de nieuwe dorpen die sinds 1 januari bij de gemeente Groningen gingen horen.
Om de ether-ontvangst in het zuidoostelijke deel van de nieuwe gemeente te waarborgen nam OOG de etherfrequentie 107.0 FM over van Haren FM.